# Francesco Martelli
Francesco Martelli (pl. Franciszek Martelli; ur. 19 stycznia 1633 we Florencji, zm. 28 września 1717 w Rzymie) – włoski kardynał.

## Życiorys
Urodził się 19 stycznia 1633 roku we Florencji, jako syn senatora Marca Martelliego i Lucrezii Franceschi. Studiował na Uniwersytecie Pizańskim, gdzie uzyskał stopień doktora utroque iure. Początkowo był kanonikiem katedry florenckiej, a następnie udał się do Rzymu, gdzie został referendarzem Najwyższego Trybunału Sygnatury Apostolskiej. W 1662 roku pełnił funkcję gubernatora Faenzy, a w latach 1666–1668 – gubernatora Spoleto. 8 września 1675 roku przyjął święcenia kapłańskie, a dzień później został mianowany tytularnym arcybiskupem Koryntu. 15 września przyjął sakrę. Pięć dni później został asystentem Tronu Papieskiego i nuncjuszem apostolskim w Polsce. Zrezygnował z tej funkcji w grudniu 1680 roku. W latach 80. XVII wieku pełnił role sekretarza Kongregacji ds. Kościelnych Immunitetów i Świętej Konsulty. 21 lipca 1698 roku został patriarchą Jerozolimy. 17 maja 1706 roku został kreowany kardynałem prezbiterem i otrzymał kościół tytularny S. Eusebio. Chorował na podagrę i zmarł 28 września 1717 roku w Rzymie.